# Горбацевич, Игорь Семёнович
Игорь Семёнович Горбацевич (1923, Гомельская губерния — 2016, Москва) — советский государственный деятель, финансист.

## Биография
Родился 28 апреля 1923 года в селе Ручаевка Речицкого уезда Гомельской губернии Белорусской ССР.
До Великой Отечественной войны окончил Артиллерийскую школу. В июне 1941 года был принят курсантом в I Московское артиллерийское училище. 7 ноября этого же года вместе с училищем участвовал в военном параде на Красной площади. По окончании училища — в апреле 1942 года был направлен на фронт, воевал артиллеристом, дошёл до Берлина. После окончания войны ещё два года служил в Германии и Венгрии.
Демобилизовавшись весной 1947 года, поступил в Московский финансовый институт (ныне Финансовый университет при Правительстве РФ) на факультет международных финансовых отношений. Окончив вуз, был распределен в управление иностранных операций Госбанка СССР. В 1952—1959 годах работал в этом же управлении бухгалтером, консультантом отдела валютного планирования, заместителем начальника отдела по импорту.
В 1959—1962 годах был заместителем председателя правления Русско-Иранского банка. В 1962 году — заместитель начальника отдела неторговых операций Внешторгбанка СССР. В 1963—1968 годах — заместитель начальника управления по экспорту и импорту Внешторгбанка СССР. В 1968—1972 годах снова работал заместителем председателя правления Русско-Иранского банка. В 1972—1975 годах был начальником управления по обслуживанию иностранных граждан и организаций Внешторгбанка СССР. В 1977—1985 годах — председатель правления Ост-Вест Хандельсбанка (Франкфурт-на-Майне, ФРГ).
После окончания работы в Ост-Вест Хандельсбанке находился на пенсии, проживал в Москве.
Его сын Павел тоже окончил Московский финансовый институт и тоже стал финансистом.
Ушёл из жизни 3 ноября 2016 года.

## Награды
- Награждён орденами Красной Звезды[2] и Знак Почета, а также медалями, в числе которых «За оборону Сталинграда», «За взятие Берлина», «За Победу над Германией в Великой Отечественной войне 1941—1945 гг.».
- Также награждён нагрудными знаками «Отличник Госбанка» и «Отличник Внешэкономбанка» (2005, за вклад в развитие Внешэкономбанка, в том числе межбанковского сотрудничества, за представление интересов и поддержание репутации банка в Германии), а также грамотой Президиума Верховного Совета РСФСР.